# Scaptomyza pleurolineata
Scaptomyza pleurolineata är en tvåvingeart som beskrevs av Wheeler och Hajimu Takada 1966. Scaptomyza pleurolineata ingår i släktet Scaptomyza och familjen daggflugor. Inga underarter finns listade i Catalogue of Life.